# Borland
Borland je americká firma, založená v roce 1983.

## Historie
Firma byla založena v roce 1983 a již od začátku své existence se zaměřovala na zjednodušování a zrychlování procesu vývoje aplikací. Po celosvětovém úspěchu prvního komerčního vývojového prostředí pro počítače PC s názvem Turbo Pascal přinesla programátorům grafické, objektově orientované vývojové prostředí Delphi.
Firma Borland se později přejmenovala na Inprise, aby se pak po několika letech zase přejmenovala zpět na název Borland.

## Produkty
- SideKick
- Turbo Pascal
- Turbo C
- Turbo Prolog
- Turbo BASIC
- TASM
- Paradox
- Reflex
- Quattro Pro
- DBase
- PAL